# Interrupce v Polsku

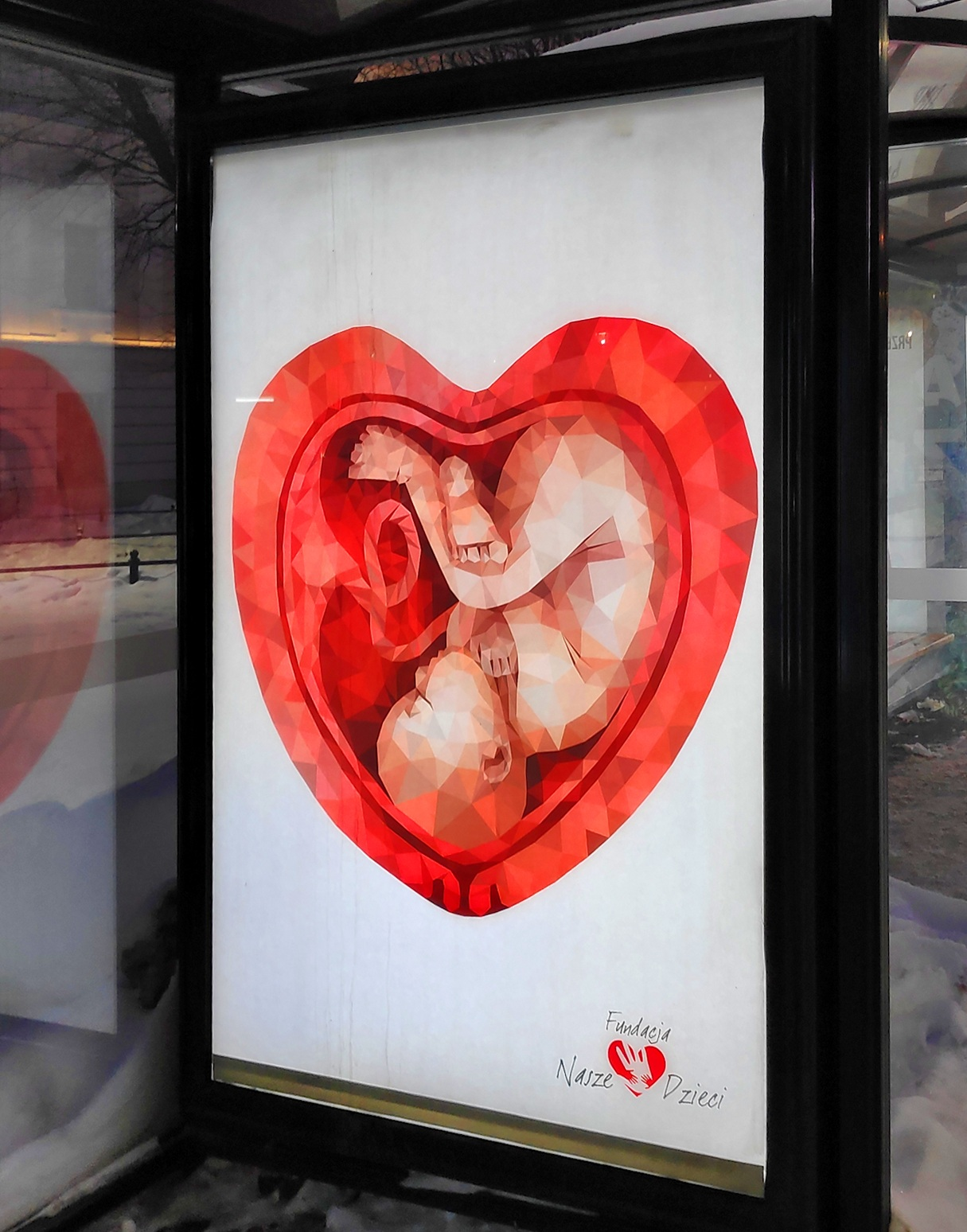
Plakát protipotratové kampaně polské Nadace Nasze Dzieci (Naše děti)

Interrupce je v Polsku legální pouze v případech, kdy je těhotenství důsledkem trestného činu nebo je-li ohrožen život či zdraví ženy. Poslední změna zákona o plánování rodiny, ochraně plodu a podmínkách pro přerušení těhotenství proběhla 27. ledna 2021. V tento den bylo publikováno rozhodnutí polského ústavního tribunálu o omezení práva žen na potrat.
Polsko je jednou z mála zemí na světě, kde se od 90. let 20. století interrupce dostaly z velké části mimo zákon. Toto zpřísnění legislativy přišlo po desetiletích liberalizované legislativy během komunistické éry Polské lidové republiky. V roce 2010 muselo být kvůli přísné interrupční politice asi 10 až 15 % interrupcí těhotných Polek provedeno mimo Polsko. Polská legislativa o interrupcích je také jednou z nejpřísnějších v Evropské unii (EU) a Evropě obecně, spolu se skupinou dalších tradičně římskokatolických zemí regionu (např. Malta, Lichtenštejnsko, Vatikán, Monako a Andorra). 

## Právní status

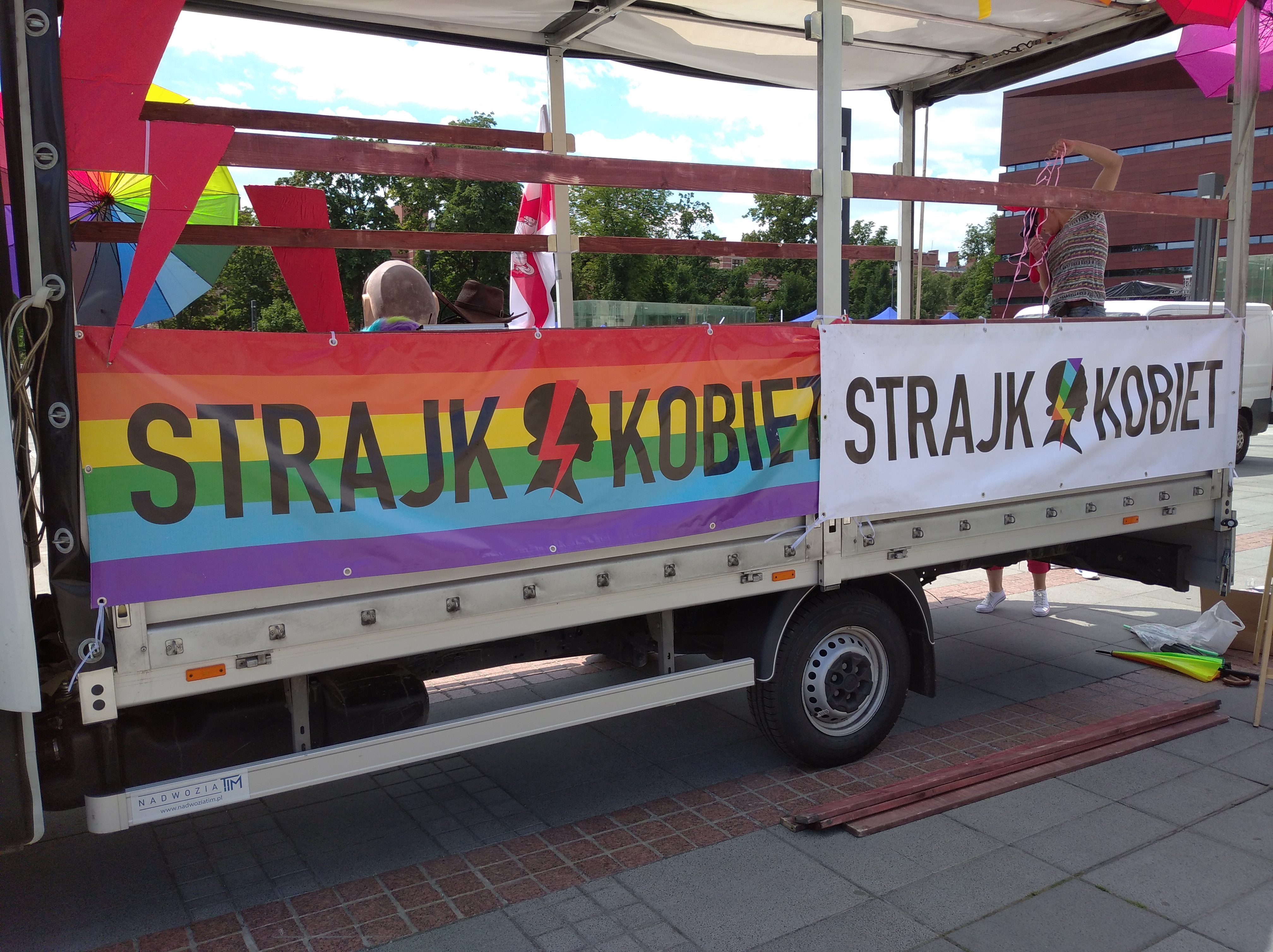
Demonstrace koalice Strajk Kobiet v roce 2022

Od 27. ledna 2021 je interrupce v Polsku legální pouze v následujících případech:
1. když pokračování těhotenství ohrožuje život nebo zdraví ženy,
2. když je těhotenství důsledkem trestného činu.[3]

Na rozdíl od jiných zemí, kde je interrupce zakázána, ženám v Polsku nehrozí za nezákonné ukončení těhotenství trest. Trestním postihům včetně odnětí svobody však podléhá zdravotnický personál, který interrupci nařídil a provedl. Pro okolnost (1) uvedenou výše je nutný souhlas lékaře, zatímco potraty s ohledem na okolnost (2) musí být potvrzeny státním zástupcem. Pokud je žena žádající o interrupci nezletilá, je vyžadován souhlas rodičů.
Přesvědčování ženy k nezákonnému ukončení těhotenství je trestným činem.

## Historie

### 30.–50. léta 20. století
Až do roku 1932 byly v Polsku bez jakýchkoli výjimek interrupce zakázány. (Ačkoli potrat provedený za účelem záchrany života těhotné ženy mohl být chápán jako akt nutnosti a nemusel být stíhán.) V tomto roce nový trestní zákoník legalizoval interrupci ze zdravotních důvodů a když je těhotenství důsledkem trestného činu. Tím se Polsko stalo první zemí v Evropě mimo Sovětský svaz, která legalizovala interrupce v případech znásilnění a ohrožení zdraví matek. S výjimkou období německé okupace během druhé světové války tento zákon platil od roku 1932 do roku 1956. V nacistickém Německu, které v letech 1939 až 1945 zahrnovalo území Polska, platil od 9. března 1943 zákon umožňující polským ženám interrupce bez omezení. To byl jediný případ v historii Polska, kdy byly interrupce legální, ve skutečnosti však byly interrupce často vynucené nacisty, zejména v německých koncentračních táborech jako Waltrop-Holthausen a Ravensbrück.

### Od 50. let 20. století
V roce 1956 Sejm legalizoval potraty v případech, kdy žena zažívala „obtížné životní podmínky“. Výklad změny zákona se lišil od restriktivního výkladu z konce 50. let až po výklad, kdy byl v 60. a 70. letech povolen potrat na žádost. Nebylo neobvyklé, že ženy ze zemí, kde byly potraty omezeny, jako např. Švédsko, cestovaly do Polska, aby jim tam byla provedena cenově dostupná interrupce. Procesní požadavky potřebné pro získání legálního potratu se v průběhu let několikrát změnily. 

### Po roce 1990

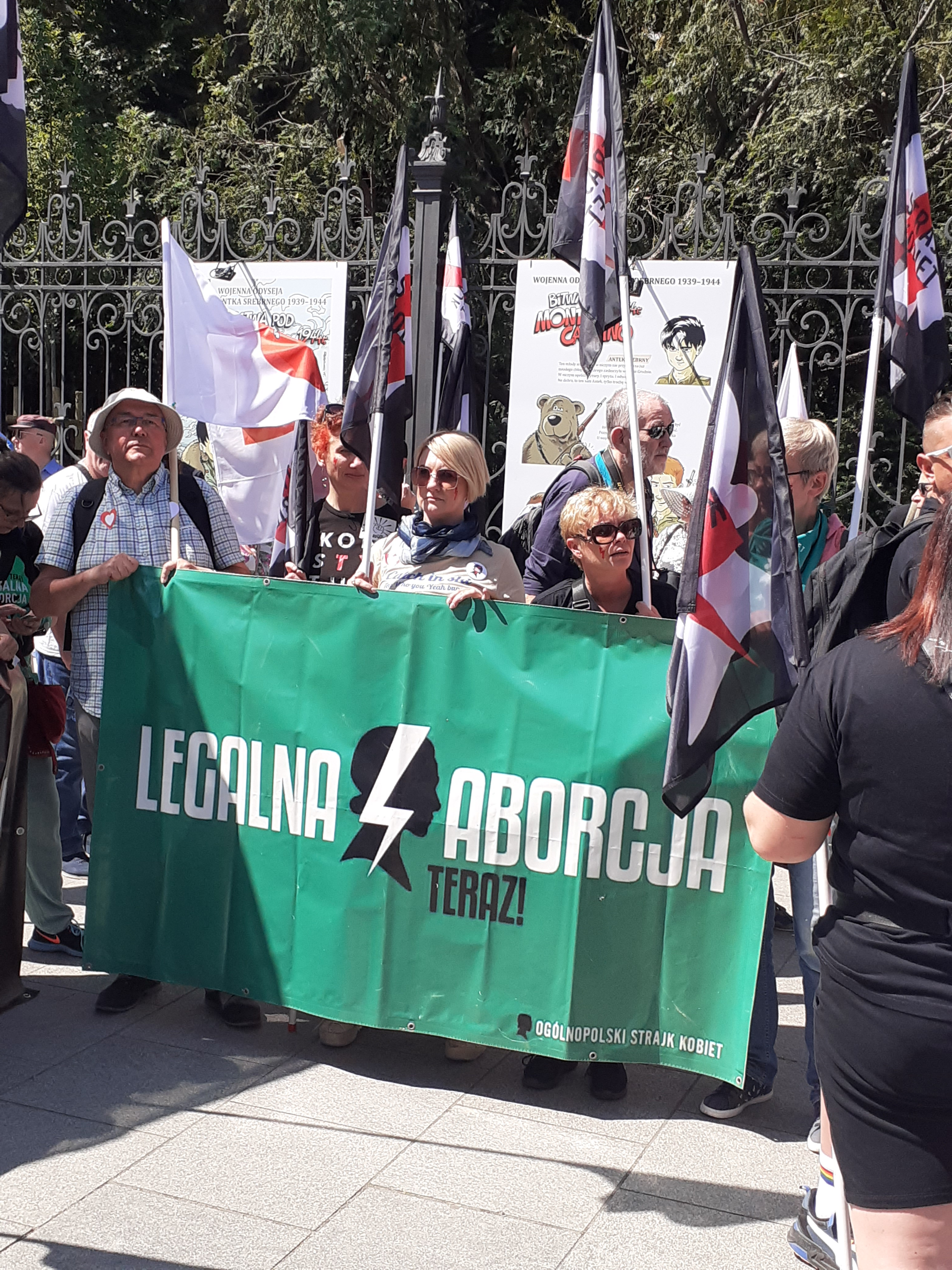
Protest za legalizaci potratů, červen 2023

Nejvýznamnější změnou byla ta z roku 1990 po pádu komunistické vlády, kdy vyhláška z 30. dubna 1990 přístup k potratům omezila. Další velká změna přišla v roce 1993, kdy byl zákon dále zpřísněn a úplně odstranil „obtížné životní podmínky“ jako důvod pro potraty. Interrupce byla v té době možná legálně provést pouze v případech vážného ohrožení života nebo zdraví těhotné ženy, které potvrdili dva lékaři. V případech znásilnění nebo incestu ji musel schválit státní zástupce. V případě špatných výsledků prenatálních testů museli dva lékaři prokázat, že je plod vážně a nevratně poškozen. V roce 1996 byl zákon novelizován tak, aby umožňoval umělé přerušení těhotenství ze sociálních důvodů. Tento zákon však v roce 1997 zrušil ústavní soud.

## Statistiky

### Legální interrupce
Polské ministerstvo zdravotnictví každoročně zveřejňuje oficiální údaje o legálních interrupcích a jejich důvodech. Počet byl v průběhu let stabilní, mezi 1 000 a 2 000. V roce 2019 bylo provedeno 1 110 legálních interrupcí, z toho 1 074 kvůli vadám plodu.

### Ilegální potraty
Odhady ročních počtů nelegálních potratů v Polsku se různí. Polská feministická nevládní organizace Federation for Women and Family Planning uvádí rozmezí mezi 80 000 a 200 000 potraty. Přibližně čtvrtina všech polských žen podle nich někdy přerušila těhotenství. Stejný odhad má i Centrum pro výzkum veřejného mínění.
BBC v roce 2016 uvedla, že odhady nelegálních potratů za rok se pohybují mezi 10 000 a 150 000.
Dalším nástrojem pro odhadování nelegálních potratů v Polsku je sledování celosvětového chování a trendů. Sedgh, Singh, Henshawa a Bankole v článku publikovaném v roce 2012 v odborném časopise The Lancet, který čerpá z různých zdrojů, odhadují asi 10 až 40 potratů na 1 000 žen ve věku 15–44 let „ve všech regionech světa, bez ohledu na stav zákonů o potratech“. To by znamenalo rozmezí 75 000 až 300 000 interrupcí polských žen za rok.

### Interrupce v zahraničí
Některé ženy vyhledávají interrupce v zahraničí, přičemž mezi nejčastější destinace patří Německo, Česká republika a Slovensko. Mezi země, do kterých některé ženy kvůli interrupcím cestují, patří také Velká Británie, Rakousko a Ukrajina.
V České republice funguje česko-polská iniciativa Ciocia Czesia, která pomáhá polským ženám podstoupit interrupci na českých klinikách. Tato organizace poskytuje poradenství, psychologickou pomoc a finanční podporu ve formě úhrady faktur z českých nemocnic, nicméně interrupce přímo nezprostředkovává. Finanční prostředky získává prostřednictvím sbírek a crowdfundigových kampaní.